# Raphaël Bayan
Raphaël Bayan ICPB (* 28. Februar 1914 in Zgharta, Libanon; † 21. September 1999) war ein armenisch-katholischer Bischof und leitete die Eparchie Iskanderiya in Ägypten.

## Leben
Raphaël Bayan wurde am 1. November 1937 zum Ordenspriester der Patriarchalen Kongregation von Bzommar (ICPB) geweiht.
Am 12. Dezember 1958 wurde er mit gleichzeitiger Ernennung zum Titularbischof von Taua zum Koadjutorbischof von Iskanderiya berufen. Der Pro-Präfekt der Kongregation für die Evangelisierung der Völker, Grégoire-Pierre Agagianian, spendete ihm am 6. Januar 1959 die Bischofsweihe. Mitkonsekratoren waren Erzbischof Iknadios Batanian von Aleppo und der Weihbischof in Beirut, Lorenzo Sahag Koguian. Am 2. Juli 1960 folgte er dem verstorbenen Bischof auf den Bischofssitz von Iskanderiya.
Er war während seiner Amtszeit als Konzilsvater Teilnehmer an den vier Sitzungsperioden des Zweiten Vatikanischen Konzils (1962–1965). Er weihte den späteren Patriarchen von Kilikien Nerses Bedros XIX. zum Priester.
Am 9. März 1989 trat er in den altersbedingten Ruhestand.
Bischof Bayan war Mitkonsekrator bei
- Georges Layek zum Erzbischof von Aleppo in Syrien,
- Mesrob Terzian zum Titularbischof von Comana Armeniae (Weihbischof in Beirut),
- Léonce Tchantayan zum Bischof von Ispahan im Iran,
- Krikor Ayvazian zum Bischof von Kamichlié in Syrien,
- Patriarch Johannes Bedros XVIII. Kasparian ICPB und
- Vartan Tekeyan ICPB zum Bischof von Ispahan.